# Lepidokirbyia vittipes
Lepidokirbyia vittipes là một loài bướm đêm thuộc phân họ Arctiinae, họ Erebidae.